# 火山齒龍屬
火山齒龍屬（意為「火山牙齒」）是種早期蜥腳下目恐龍，生存於侏儸紀早期的非洲南部。火山齒龍是植食性恐龍，身長約6.5公尺，前肢第一指有大型指爪。

火山齒龍與人類的體型比較

火山齒龍的化石發現於羅德西亞（目前是辛巴威）的一處火山灰。而在該發現處附近，發現了數顆短刃狀牙齒，曾被歸類於火山齒龍，使火山齒龍最初被認為是種雜食性的原蜥腳類恐龍。這些牙齒最近被發現可能屬於獸腳亞目的未鑑定屬，該獸腳類恐龍可能以火山齒龍為食。火山齒龍可能是基础蜥腳形亞目與蜥腳下目之間的遺失環節。隨者塔鄒達龍的發現，塔鄒達龍、火山齒龍都被歸類於火山齒龍科。
模式種是卡里巴火山齒龍（V. karibaensis），由約翰尼斯堡金山大學的Michael A. Raath在1972年正式敘述、命名。